# Philomides paphius
Philomides paphius is een vliesvleugelig insect uit de familie Perilampidae. De wetenschappelijke naam is voor het eerst geldig gepubliceerd in 1862 door Haliday.